# 22e eeuw
De 22e eeuw (van de christelijke jaartelling) is de 22e periode van 100 jaar, dus bestaande uit de jaren 2101 tot en met 2200. De 22e eeuw behoort tot het 3e millennium.

## Astronomische voorspellingen voor de 22e eeuw
- Op 20 september 2129 komt planetoïde 1981 Midas binnen een afstand van 0,0485 astronomische eenheden van de Aarde
- Er zullen 239 maansverduisteringen plaatsvinden.
- Een totale zonsverduistering langer dan 7 minuten totale verduistering zal plaatsvinden op 25 juni 2150. Dat is dan de eerste keer in 177 jaar. Maar eclipsfans hoeven niet nog een keer zo lang te wachten - 5 juli 2168 zal er een eclips plaatsvinden met een duur van 7 minuten en 26 seconden, en op 16 juli 2186 een verduistering van 7 minuten en 29 seconden - bijna het theoretische maximum. Voorspeld is dat dit de langste eclips in 8000 jaar is.
- Omstreeks 2138 is de Komeet van Halley te zien.
- 11 december 2117 vindt er een Venusovergang plaats. Deze start om 23:58 en eindigt om 05:38 UTC. Op 8 december 2125 vindt er nog een Venusovergang plaats. Ditmaal van 13:15 tot 18:48 (UTC)
- De dwergplaneet Pluto bereikt de aphelion in 2120.
- Op 9 juni 2123 vindt de langste maansverduistering van deze eeuw plaats.

## Sciencefiction die zich afspeelt in de 22e eeuw
- Rendezvous with Rama, een boek van Arthur C. Clarke
- When Gravity Fails, een boek van George Alec Effinger
- Het tweede deel van Ape and Essence, een boek van Aldous Huxley (jaar 2108)
- The House of Scorpion, en het vervolg 'The Lord of Opium', twee boeken van Nancy Farmer. The Lord of Opium is in 2137 gevestigd.
- The Cat Who Walks Through Walls, een boek van Robert A. Heinlein (jaar 2188)
- The Outward Urge, een boek van John Wyndham (jaar 2144)
- Ender's Game, een boek van Orson Scott Card (jaar 2135)
- Invitation to the Game, een boek van Monica Hughes (jaar 2154)
- Methuselah's Children, een boek door Robert A. Heinlein (jaar 2131 tot 2135)
- The Ear, the Eye, and the Arm, een boek van Nancy Farmer (jaar 2194)
- The Mirrored Heavens, een boek van David J. Williams (jaar 2110)
- 2150 AD, een boek van Thea Alexander gaat onder meer over tijdreizen tussen 1976 en 2150
- Fictionland, een boek van Carl Schulz (jaar 2168)
- Solstice Butterfly, een boek van Jerald Beltran (jaar 2136)
- Dirty Pair, een boek van Haruka Takachiho (jaar 2138 tot 2143)
- Moving Mars, een boek van Greg Bear (jaar 2171 tot 2184)
- Sherlock Holmes in the 22nd Century, een tekenfilm met Sherlock Holmes in een sciencefictionomgeving
- Star Trek: Enterprise (jaar 2151 tot 2161)
- The Matrix (exacte jaren onbekend)
- Alien (jaar 2122)
- Aliens (jaar 2179)
- Alien³ (jaar 2179)
- Avatar (jaar 2154)
- Elysium (jaar 2154)
- Mass Effect Trilogy, een computerspelserie van BioWare (jaar 2183 tot 2186)

<< · 21e · 22e · 23e · ...